# K-W-Linie
Schlacht um die Niederlande

Maastricht – Mill – Den Haag – Rotterdam – Zeeland – Grebbeberg – Afsluitdijk – Bombardierung von Rotterdam
Invasion von Luxemburg

Schusterlinie
Schlacht um Belgien

Fort Eben-Emael – K-W-Linie – Dyle-Plan – Hannut – Gembloux – Lys
Schlacht um Frankreich

Ardennen – Sedan – Maginot-Linie – Weygand-Linie – Arras – Boulogne – Calais – Dünkirchen (Dynamo – Wormhout) – Abbeville – Lille – Paula – Fall Rot – Aisne – Westalpen – Cycle – Saumur – Lagarde – Aerial – Fall Braun

Skizze der belgischen Befestigungsanlagen am Vorabend des Zweiten Weltkriegs.

Die K-W-Linie (kurz für: Koningshooikt-Wavre) verlief von Koningshooikt bis Wavre. Sie war in der Anfangsphase des Zweiten Weltkriegs nach dem deutschen Überfall auf Polen als die belgische Hauptverteidigungslinie gegen eine mögliche deutsche Panzer-Invasion durch das belgische Zentrum errichtet worden.
Die K-W-Linie, auch bekannt als Dyle-Linie (Dijle-Linie) (benannt nach dem Fluss Dijle), wurde vom belgischen Verteidigungsministerium angefordert und zwischen September 1939 und Mai 1940 gebaut. Sie bestand aus einer Verbindung von Bunkern und Barrikaden zwischen dem Dorf Koningshooikt und der Stadt Wavre. Bei den Barrikaden handelte es sich entweder um Cointet-Elemente, die durch Stahlseile miteinander verbunden waren, in teilweise sumpfige Bereiche gebohrte Eisenbahnschienen, mit Wasser gefüllte Betongräben oder andere Stahlkonstruktionen, die gepanzerte Fahrzeugangriffe abhalten könnten.

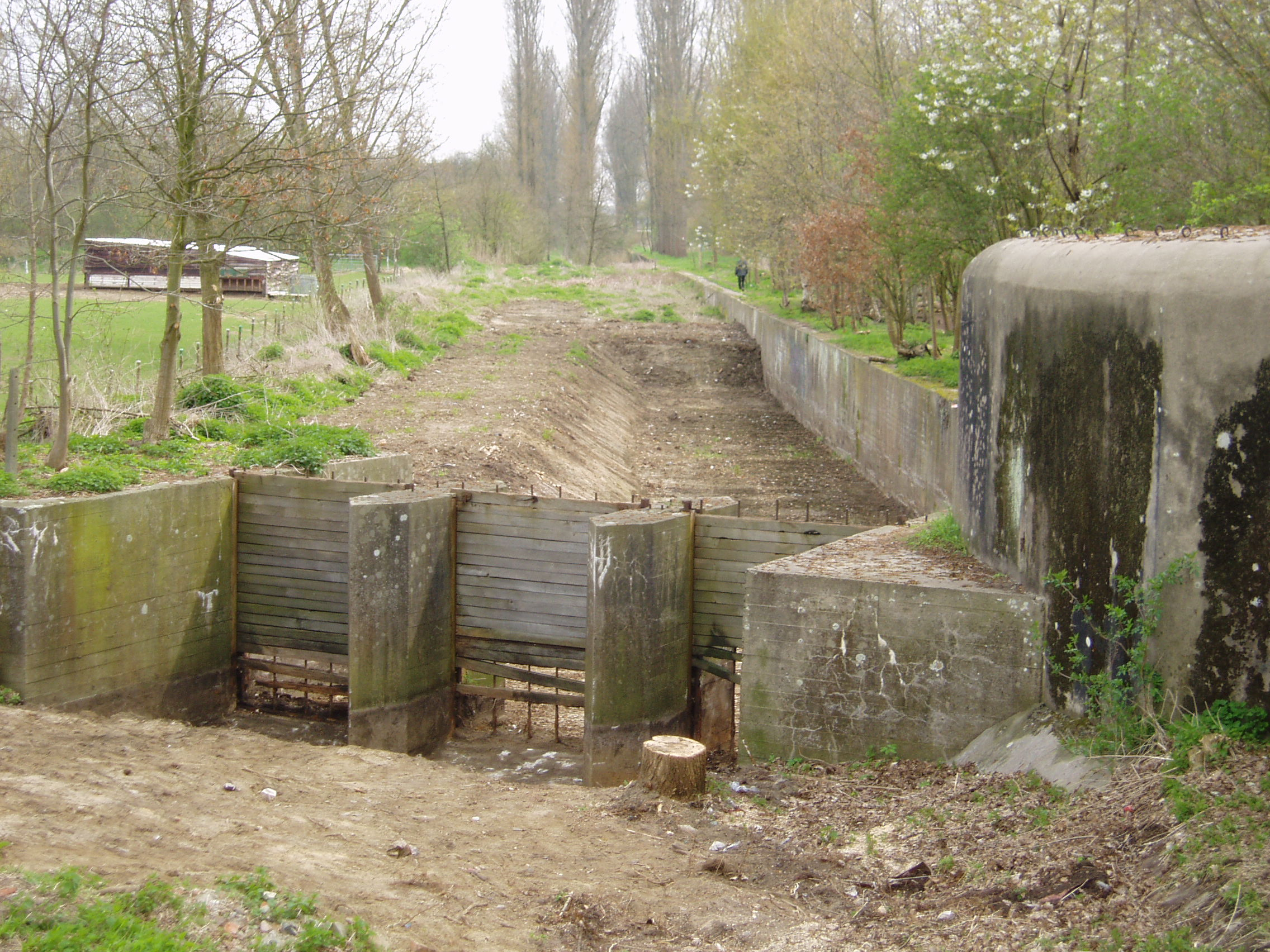
Blick auf den Bunker H4 mit Wassersperre beim Dorf Haacht.
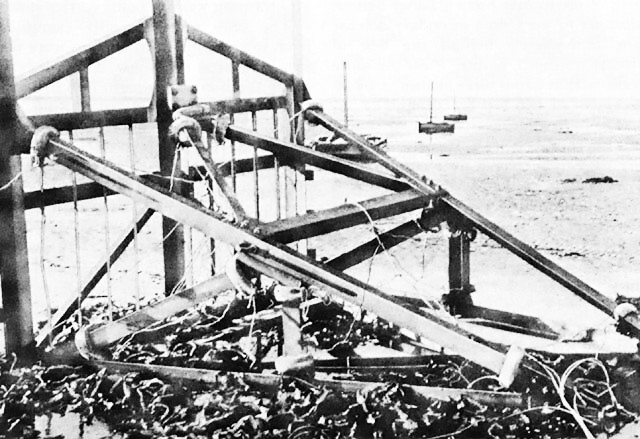
Ein Cointet-Element (auch Belgisches Tor genannt) der K-W-Linie